# Kuršinci
Kuršinci je naselje u slovenskoj Općini Ljutomeru. Kuršinci se nalazi u pokrajini Štajerskoj i statističkoj regiji Pomurju. 

## Stanovništvo
Prema popisu stanovništva iz 2002. godine naselje je imalo 178 stanovnika.